# Werner Sarges
Werner Sarges (* 18. Januar 1941 in Siegen) ist ein deutscher Psychologe und Betriebswirt, emeritierter Universitätsprofessor und Wissenschaftler im Bereich der Management-Diagnostik.

## Leben
Werner Sarges studierte von 1962 bis 1970 Psychologie sowie Betriebswirtschaftslehre (Dipl.-Psych., Dipl.-Kfm.) an den Universitäten Marburg und Hamburg. 1971 bis 1973 war er Trainee und Junior-Manager in einem multinationalen Konzern der Konsumgüterindustrie. 1974 wurde er an der Universität Hamburg promoviert (Dr. phil.) und 1977 auf die Professur für Quantitative Methoden an der Helmut-Schmidt-Universität in Hamburg berufen (Univ.-Prof.), die er bis zu seiner Emeritierung 2006 innehatte. Seine Forschungsschwerpunkte liegen nach wie vor auf den Themengebieten Management-Diagnostik und Organisationspsychologie.
Seit der Erstveröffentlichung seines Handbuchs Management-Diagnostik 1990 hat sich dieser von ihm kreierte Begriff in Wissenschaft und Praxis schnell verbreitet; gemeint damit ist die berufliche Eignungsdiagnostik für höher und hoch qualifizierte Funktionsträger (Manager, Professionals u. ä.).
1984 gründete er das originäre „Institut für Management-Diagnostik“ in Barnitz (bei Hamburg) und fungierte dort bis zu seiner Schließung 2022 als Leiter und Senior Berater. Neben der Beratung von Unternehmen und anderen Organisationen lag der Schwerpunkt des Instituts auf der Forschung, Entwicklung und Evaluation von Instrumenten und Prozessen im Bereich Management-Diagnostik. Die Entwicklung befasste sich vor allem mit Assessment-Center- und Interviewkonzepten, Testkonstruktionen, 360-Grad-Feedbacks und Kompetenzmodellen.
Seit 1994 ist er Herausgeber der von ihm begründeten, im Hogrefe Verlag (Göttingen) erscheinenden Buchreihe Psychologie für das Personalmanagement, die inzwischen 27 Bände umfasst. Darüber hinaus war er von 2001 bis 2016 gemeinsam mit Heinz Schuler, Martin Kleinmann und Rüdiger Hossiep Begründer und Herausgeber der Buchreihe Praxis der Personalpsychologie – Human Resource Management kompakt, die seit 2002 ebenfalls bei Hogrefe erscheint und inzwischen über 40 Bände zählt.
Sarges ist Mitglied der Deutschen Gesellschaft für Psychologie (DGPs), des Berufsverbandes Deutscher Psychologinnen und Psychologen (BDP), und Ehrenmitglied der Bochumer Wirtschaftspsychologen (BOWIP).

## Schriften (Auswahl)
- Management-Diagnostik. 4. Auflage. Hogrefe, Göttingen 2013.
- Weiterentwicklungen der Assessment Center-Methode. 2. Auflage. Hogrefe, Göttingen 2001.
- mit Martin Scherm: 360°-Feedback. 2. Auflage. Hogrefe, Göttingen 2019.
- mit Udo Konradt: E-Recruitment und E-Assessment. Hogrefe, Göttingen 2003.
- mit Heinrich Wottawa: Handbuch wirtschaftspsychologischer Testverfahren. Band I: Personalpsychologische Instrumente. 2. Auflage. Pabst, Lengerich 2004.
- mit David Scheffer: Innovative Ansätze für die Eignungsdiagnostik. Hogrefe, Göttingen 2008.
- mit Heinrich Wottawa und Christian Roos: Handbuch wirtschaftspsychologischer Testverfahren. Band II: Organisationspsychologische Instrumente. Pabst, Lengerich 2010.
- Das Biographische Eignungs-Interview (B-E-I) - zur Auswahl, Platzierung und Potenzial-Einschätzung von Führungskräften und Top-Fachkräften (Profssionals). Pabst, Lengerich (Westf.) 2021.